# Робітничі Вісті (газета)
«Робітничі Вісті» — газета українських троцькістів.
Виходила як двотижневик у 1933—1936 й неперіодично у 1937—1938 в Торонто (Канада), спочатку як орган Роб. Культ. Осв. Товариства «Каменярі» (відлам Товариства Український Робітничо-Фармерський Дім), пізніше — Канадської Секції Інтернаціональної Лівої Опозиції — Четвертого Інтернаціоналу.
Засновники і редактори: Василь Босович, М. Оленюк, Н. Олійник.
Газета містила статті Л. Троцького, критикувала політику Сталіна, компартії Канади, обстоювала «перманентну революцію» й приєднання Західної України до «відродженої, революційної» УРСР.